# Contea di Danleng
La contea di Danleng (丹棱县S, Dānléng XiànP) è una contea della Cina, situata nella provincia di Sichuan e amministrata dalla prefettura di Meishan.